# Хозиков, Иван Владимирович
Ива́н Влади́мирович Хозиков (12 апреля 1875, усадьба Алексеевка, Тамбовская губерния — после 1917) — костромской губернатор в 1915—1917 годах, камергер.

## Биография
Православный. Из потомственных дворян Тамбовской губернии; родился в усaдьбе Алексеевкa Лебедянского уездa Тaмбовской губернии (село Алексеевское, ныне — село Тележенка Липецкого района Липецкой области). Землевладелец Лебедянского уезда (родовое имение в 278 десятин).
Образование получил во 2-м Московском кадетском корпусе, курс которого окончил в 1895 году.
В 1897 году поступил на службу в канцелярию Липецкого уездного предводителя дворянства. Затем состоял младшим чиновником особых поручений при Тамбовском губернаторе. В 1900 году был назначен земским начальником 2-го участка Липецкого уезда. В 1903 году был избран Лебедянским уездным предводителем дворянства, в каковой должности состоял до 23 августа 1910 года, когда назначен был Костромским вице-губернатором. В 1912 году получил чин статского советника. Бывший товарищ министра внутренних дел В. Ф. Джунковский вспоминал:

Стремоухов недавно только получил Костромскую губернию и еще не успел как следует ознакомиться с ней, но ближайшим помощником у него был вице-губернатор Хозиков, который отлично знал губернию, был в курсе всех дел, отличался удивительной скромностью, работоспособностью и большим тактом.

Среди прочего, Хозиков занимался подготовкой юбилейных торжеств в Костромской губернии по случаю 300-летия дома Романовых и 20 мая 1913 года был пожалован в придворное звание камергера. 21 января 1915 года назначен Енисейским губернатором, а 1 сентября того же года — Костромским губернатором. В 1916 году был произведён в действительные статские советники. В период его губернаторства было учреждено Костромское экономическое общество, открыто Солигaличское реaльное училище. В первые дни Февральской революции призвал население «не нарушать обычного течения жизни, спокойно выжидать событий и помнить, что в настоящее тревожное время всякое нарушение порядка в тылу только на руку врагам».
3 марта 1917 года Постановлением Костромского губернского объединённого комитета общественной безопасности был арестован, после нескольких часов содержания в тюрьме был помещён под домашний арест в губернаторском доме. Спустя некоторое время покинул Кострому. 15 марта указом Временного правительства уволен от службы.
Достоверных сведений о дальнейшей судьбе И. В. Хозикова не найдено. По некоторым данным — эмигрировал, работал водителем такси.

### Семья
Отец — Владимир Прокофьевич Хозиков, полковник.

## Награды
- Орден Святого Станислава 2-й ст.[1]
- Орден Святого Владимира 4-й ст. (1908)[1]
- медаль «В память 100-летия Отечественной войны 1812 г.»
- медаль «В память 300-летия царствования дома Романовых»
- Высочайшая благодарность (16 июня 1913)
- Высочайшая благодарность «за снабжение одеждой нижних чинов, уволенных на родину из лечебных заведений» (1916)[5]
- Высочайшая благодарность «за деятельность по постройке Романовской больницы» (1916)[5]
- знак отличия «за труды по землеустройству»